# Chiesa di San Giulio (Altavilla Monferrato)
La chiesa di San Giulio è la parrocchiale di Altavilla Monferrato, in provincia di Alessandria e diocesi di Casale Monferrato; fa parte dell'unità pastorale Santa Lucia.

## Storia

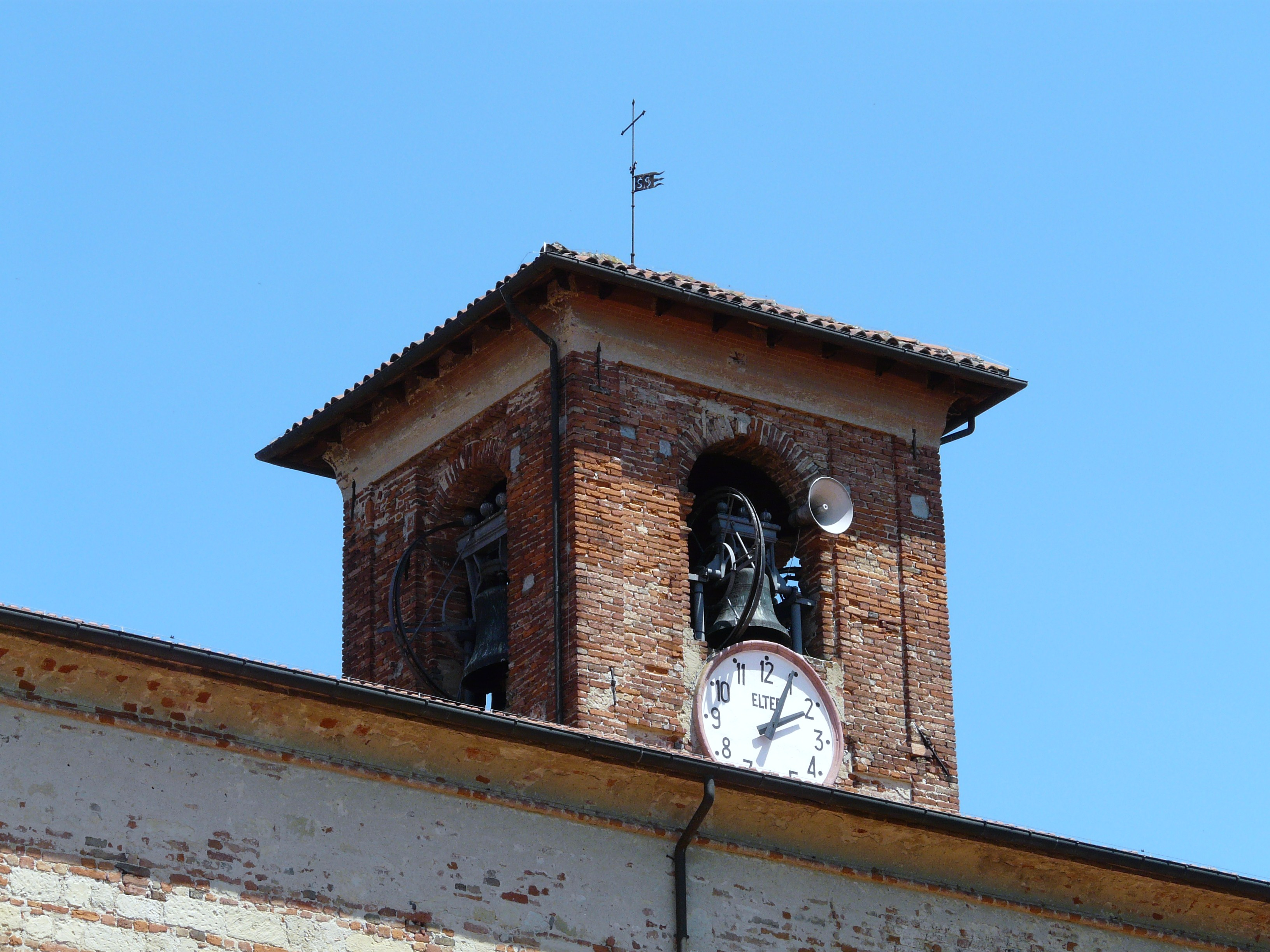
Il campanile

La prima chiesa di Altavilla dedicata a San Giulio fu citata per la prima volta nel 1245; allora faceva parte dell'arcidiocesi di Vercelli e solo nel 1474 passò alla diocesi di Casale Monferrato.
Sempre nel XV secolo la parrocchialità venne traslata nella chiesa di San Michele in castello, mentre nel XVI secolo fu trasferita nella chiesa di Santa Maria degli Angeli, come attestato da un documento del 1584.
La chiesa attuale fu costruita all'inizio del XVII secolo; divenne parrocchiale nel 1630 e fu consacrata il 15 aprile di quello stesso anno dal vescovo di Casale Monferrato Scipione Agnelli.
La facciata venne rifatta in mattoni faccia a vista tra il 1965 e il 1967.

## Descrizione

### Esterno
La facciata della chiesa è divisa in due ordini scanditi da lesene, nella lunetta del portale maggiore si trova un affresco raffigurante San Giulio che attraversa il lago sul mantello e san Fausto che porge il Vangelo, mentre ai lati ci sono due nicchie in cui trovano posto altrettante statue in marmo di Aurisina ritraenti Santa Maria Ausiliatrice col Bambino e san Giovanni Bosco con san Domenico Savio; nel registro superiore si trova una finestra semicircolare.

### Interno
L'interno dell'edificio è ad un'unica navata con volta a botte, al termine della quale si trova il presbiterio, a sua volta chiuso dall'abside. Opere di pregio qui conservate sono due pale di Giuseppe Antonio Petrini ritraenti rispettivamente il Martirio di san Paolo, realizzata verso il 1710, e la Caduta di san Paolo, l'altare maggiore, costruito nel 1805 in marmo ed onice, che presenta il tabernacolo a tempietto, sopra vi è il seicentesco Crocifisso in legno di noce, la pala raffigurante l'Ultima Cena, eseguita da Guglielmo Caccia detto il Moncalvo tra il 1622 e il 1624, la tela avente come soggetto le Nozze di Cana, dipinta intorno al 1622 da Nicolò Musso con l'ausilio forse di Giorgio Alberini, la pala seicentesca con le Anime purganti, le tele del Gorzio raffiguranti rispettivamente San Giulio con la Beata Vergine Maria e altri santi,  dipinta nel 1765, la Decollazione di san Giovanni Battista e la Predica sulle rive del fiume Giordano, la statua seicentesca della Madonna del Rosario posta sull'omonimo altare laterale, e le pale con Angeli musicanti, del 1643, della Madonna col Bambino venerata da sant'Orsola e della Natività.